# Lebanon, Quận Waupaca, Wisconsin
Lebanon là một thị trấn thuộc quận Waupaca, tiểu bang Wisconsin, Hoa Kỳ. Năm 2010, dân số của thị trấn này là 1.636 người.